# Aphroditidae
Los afrodítidos (Aphroditidae) son una familia de anélidos poliquetos del orden Phyllodocida.

## Géneros
Contiene los siguientes géneros:
- Aphrodita - Aphrogenia - Barbularia - Halogenia - Hermionopsis - Heteraphrodita - Laetmonice - Palmyra - Pontogenia - Tricertia